# Setra S 431 DT
Setra S 431 DT (укр. Сетра С 431 ДТ) — флагманський двоповерховий туристичний лайнер холдингу EvoBus (автобусне відділення Mercedes-Benz + Setra), що випускається з початку 2003 року і відноситься до сімейства TopClass 400.

## Історія

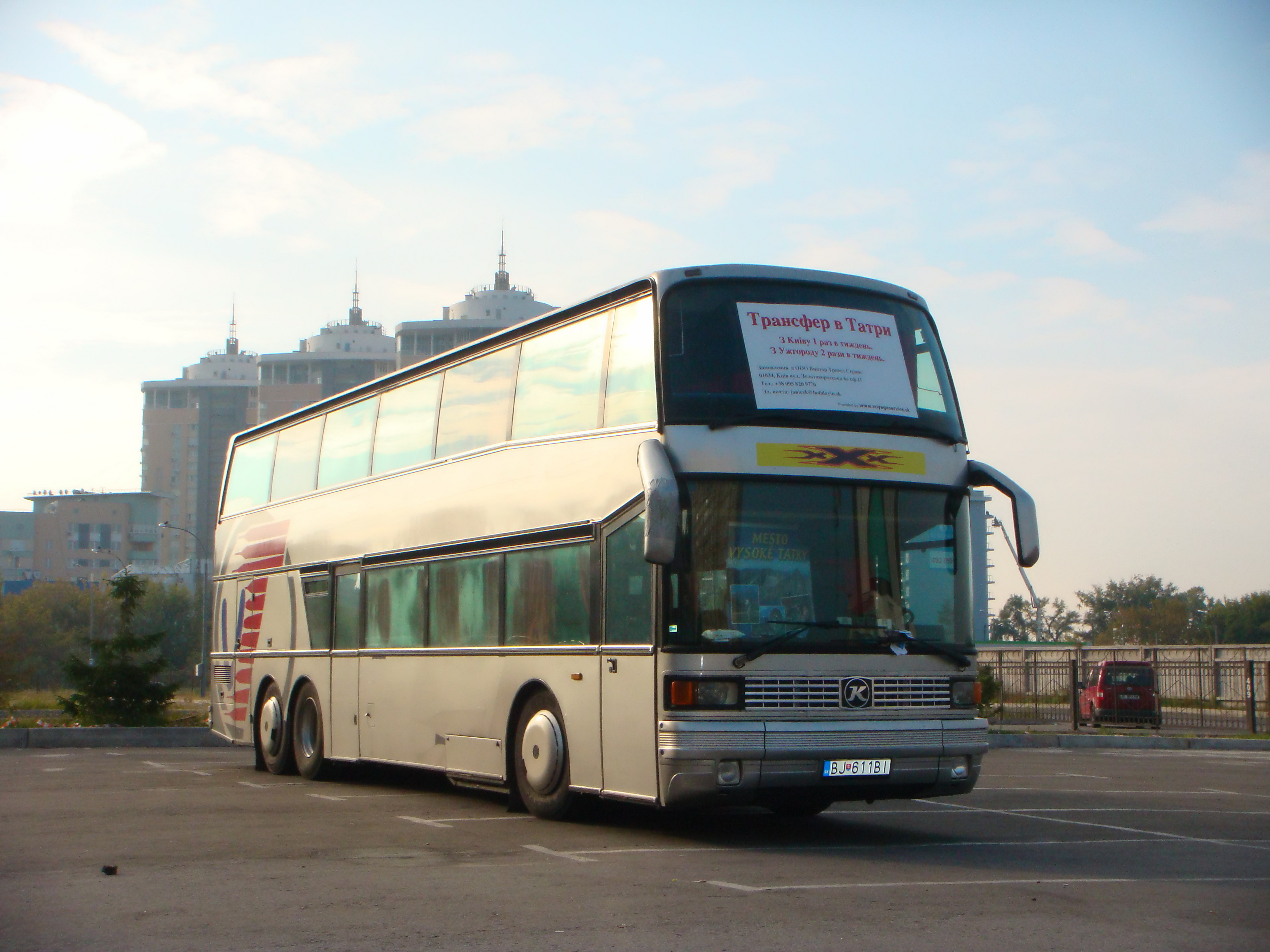
Setra S 228 DT (1981-1993)

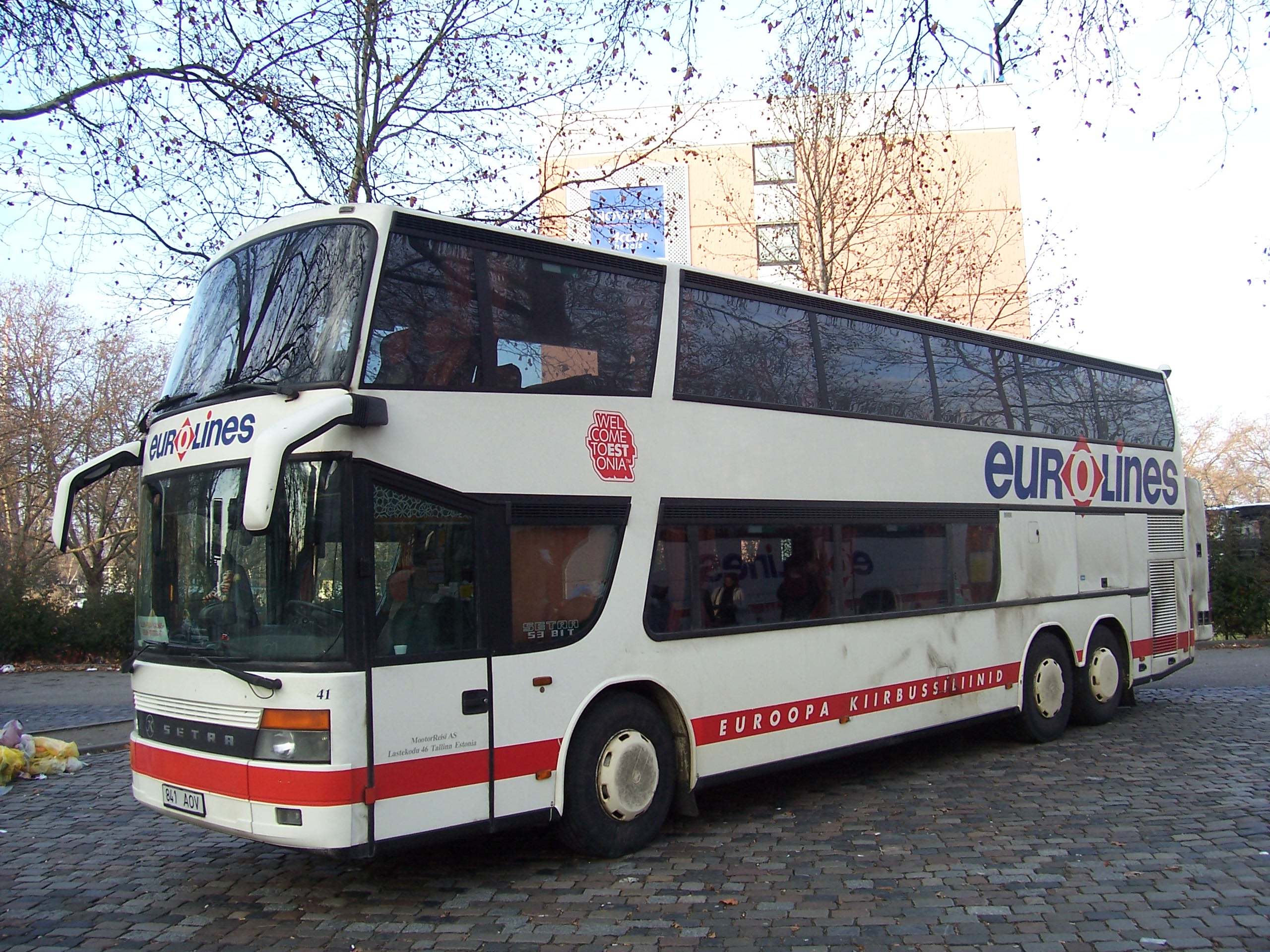
Setra S 328 DT (1993-2002)

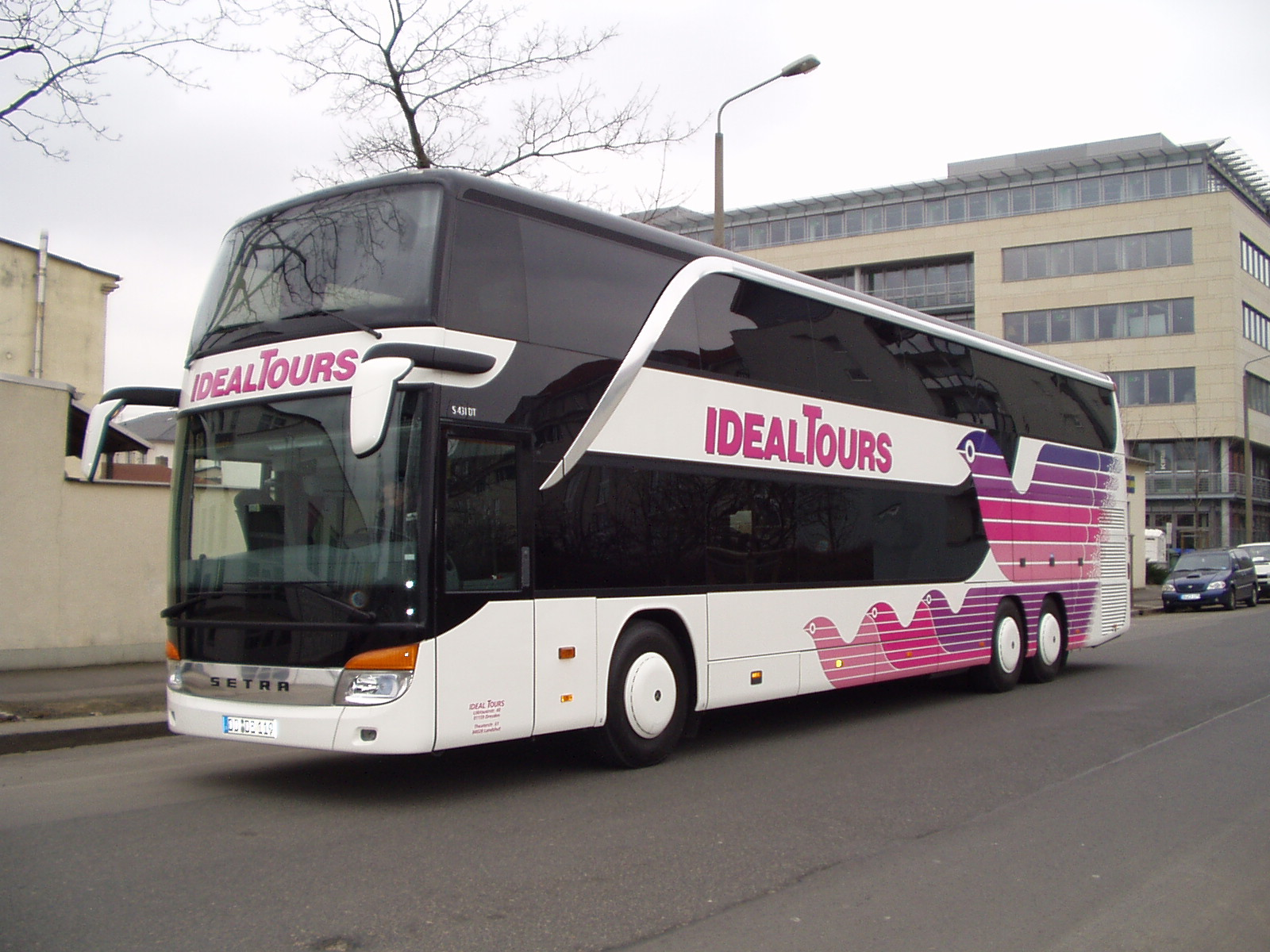
Setra S 431 DT

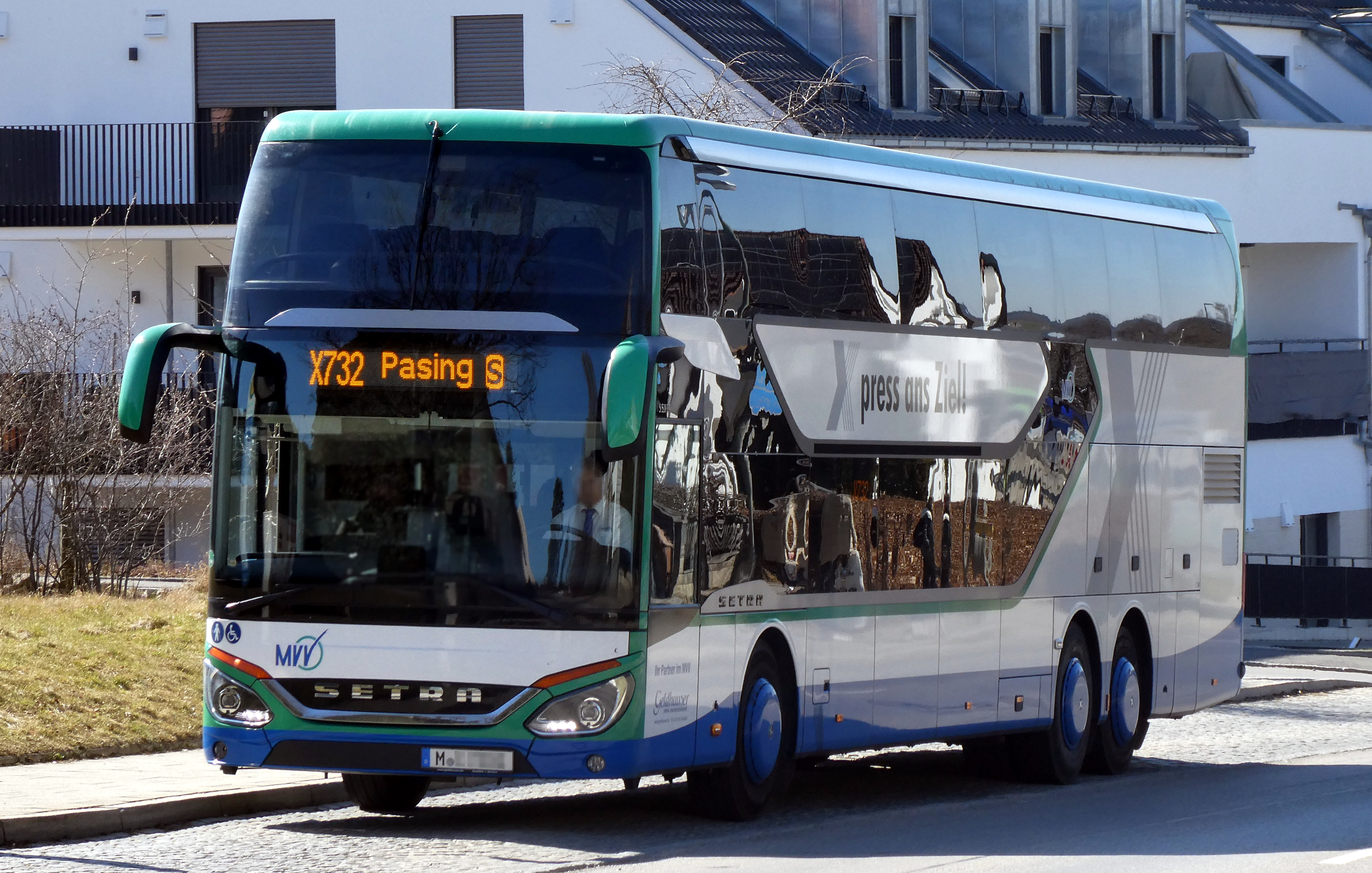
Setra S 531 DT

В 1981 році представлена перша двоповерхова модель компанії Setra - автобус Setra S 228 DT (200 серії).  У грудні 1992 року виготовлений 1000-ий двоповерховий автобус Setra.
Восени 1993 модель S 228 DT була замінена новою моделлю 300 серії - S 328 DT.
Дана модель отримала шасі і дизайн 300 серії але з врахуванням конструктивних особливостей, які були випробовані на двоповерхових автобусах 200 серії.
У 2002 році представлена модель 400 серії - S 431 DT.
5 липня 2017 року представлена нова модель 500 серії - S 531 DT.

## Опис моделі
Двоповерховий тривісний (6x2) туристичний лайнер S 431 DT вищого класу має довжину 13,89 м, висоту 4 м. Автобус має в залежності від комплектації від 78 до 89 місць для сидіння, дизельний двигун OM502LA заднього розташування, відрегульованим на 435, 476 або 503 к.с., механічну чи автоматизовану коробку передач.
У комплектацію туристичних автобусів входять інформаційні екрани в салоні з діагоналлю 12,1 дюймів і 5 моніторів по 6,4 дюйми, навігаційна система, холодильник, туалет, кухонний і побутової блоки з кавоваркою, мікрохвильова піч, водонагрівач, умивальник.
Найбільш комфортабельні версії забезпечуються регульованими сидіннями з шкіряною оббивкою, індивідуальними моніторами в спинках кожного сидіння, 8-канальної аудіосистемою, CD-програвачем, супутниковим телебаченням з можливістю підключення до інтернету. На нижньому поверсі автобуса обладнуються салони відпочинку з кріслами і центральним столом, баром і аудіовідеоцентром або ділової офіс.

## Технічні характеристики
| Setra S 431 DT                                 | Setra S 431 DT                                         |
| ---------------------------------------------- | ------------------------------------------------------ |
| Загальні дані                                  |                                                        |
| Модель                                         | Setra S 431 DT (лайнер)                                |
| Клас                                           | туристичний лайнер                                     |
| Виробник                                       | Setra                                                  |
| Випускається з                                 | 2003                                                   |
| Обладнання                                     | туристичний або спеціальне обладнання                  |
| Кузов                                          |                                                        |
| Кузов (загальне описання)                      | одноланкового типу, вагонного компонування, тридверний |
| Габаритні розміри                              |                                                        |
| Довжина, мм                                    | 13890                                                  |
| Ширина, мм                                     | 2550                                                   |
| Висота, мм                                     | 4000                                                   |
| Приблизний поворотний діаметр, не менше        | 24 метри                                               |
| Колісна база між 2 та 3 віссю, мм              | ~1350                                                  |
| Дорожній просвіт, мм                           | 350                                                    |
| Елементи ззовні                                |                                                        |
| Світлотехніка (передок)                        | 8 освітніх фар (2 протитуманні+поворотні)              |
| Бампер                                         | нечіткий (задній чіткий)                               |
| Лобове скло                                    | розділене по висоті на два «бровами», панорамного типу |
| Розташування двигуна                           | задній звис                                            |
| Відсіки                                        | багажні відсіки у боковинах, додаткові відсіки         |
| Колеса                                         | 295/80R×22.5 (переважно дискові кріплення)             |
| Осі, штук                                      | тривісний (6×2)                                        |
| Шасі                                           |                                                        |
| Шасі на автобусі,                              | Mercedes-Benz                                          |
| Передня вісь                                   | Mercedes-Benz                                          |
| Задня вісь, модель                             | Mercedes-Benz                                          |
| Додаткова вісь (3), модель                     | Mercedes-Benz                                          |
| Гальмівні механізми коліс                      | дискові                                                |
| Підвіска                                       | незалежна, пневматична                                 |
| Салон                                          |                                                        |
| Кількість дверей і тип                         | 3 одностулкові + для виходу/входу водія зліва          |
| Кількість поверхів                             | 2                                                      |
| Сидіння                                        | синтетичні, комфортні, з сучасним обладнанням крісел   |
| Кількість сидінь                               | 78—89 (залежно від довжини тіла)                       |
| Висота салону, см                              | ~190 сантиметрів                                       |
| Настил підлоги                                 | ворс, лінолеум                                         |
| Сходинки на 2 поверх                           | гвинтові оббиті ворсом                                 |
| Підсвітка у салоні                             | лампочкові світильники на даху                         |
| Вентиляція у салоні                            | панельний обдув, люки, вентилятори                     |
| Бокові вікна                                   | затоновані чорним відтінком, є спеціальні завіски      |
| Опалення у салоні                              | спеціальні вентилятори                                 |
| Додаткова система підігріву                    | наявна                                                 |
| Аудіо/відеосистема                             | Blaupunkt                                              |
| Кухня                                          | наявна                                                 |
| Туалет                                         | наявний (екологічний)                                  |
| Клімат-контроль                                | наявний (додаткова опція)                              |
| Кімната відпочинку водія                       | наявна (додаткова опція)                               |
| Рампа для в'їзду інвалідних візків             | наявна (додаткова опція)                               |
| Місце водія                                    |                                                        |
| Вентиляція на місці водія                      | через вентилятор і зсувну кватирку                     |
| Крісло водія                                   | м'яке з підресорами; регулюється в глибину і висоту    |
| Приладова панель                               | у формі півкола з твердого пластику                    |
| Кермова система                                | Mercedes-Benz                                          |
| Педалі                                         | 2 Wabco, гідромеханічні                                |
| Коробка передач                                | механічна ZF ASTRONIC                                  |
| Двигун і динамічні характеристики              |                                                        |
| Тип палива                                     | дизель                                                 |
| Марка двигуна (для конкретно цієї модифікації) | Mercedes-Benz OM502LA                                  |
| Потужність, кіловат                            | >220                                                   |
| Відповідність нормам щодо викидів              | Euro-4                                                 |
| Витрати пального 60 км/год на 100 км, літри    | ~32                                                    |
| Максимальна швидкість руху, км/год             | 130                                                    |
| Розгін 0—60 км/год за, сек                     | 24                                                     |